# ОШ „Милорад Мића Марковић” Мала Иванча
ОШ „Милорад Мића Марковић” Мала Иванча, насељеном месту на територији градске општине Сопот, основана је 1907. године. Школа носи име по Милораду Марковићу, социјалисти, од 1969. године.
Школа данас обухвата подручје три села - Мала Иванча, Мали Пожаревац и Поповић.